# ایوون کدک
ایوون کدک (فرانسوی: Yvon Quédec‎؛ زادهٔ ۸ ژانویهٔ ۱۹۳۹) بازیکن فوتبال اهل فرانسه بود.
وی همچنین در تیم ملی فوتبال فرانسه بازی کرده‌است.